# Духовне управління мусульман України «Умма»
Духовне управління мусульман України «Умма» — добровільне всеукраїнське об'єднання релігійних громад мусульман України, створене з метою координації дій та забезпечення умов для віросповідання і проповідування ісламу сунітського тлумачення. Зареєстровано Державним комітетом України у справах національностей та релігій наказом №79 від 11 вересня 2008 року .

## Зауваження щодо назви
Назва організації зумовлена статтею 7 Розділу ІІ Закону України про свободу совісті і релігійні організації, згідно з якою 
|  | Релігійними організаціями в Україні є релігійні громади, управління і центри, монастирі, релігійні братства, місіонерські товариства (місії), духовні навчальні заклади, а також об’єднання, що складаються з вищезазначених релігійних організацій. Релігійні об’єднання представляються своїми центрами (управліннями) |

Оскільки одне Духовне управління мусульман України вже було зареєстровано раніше, а згідно з юридичними вимогами назва організації має бути унікальною, то до основного формулювання було додано слово «Умма», що в найширшому значені має на увазі сукупність всіх мусульман, а на побутовому рівні може означати конкретну громаду, об’єднання.

## Причин виникнення
Ініціаторами створення ДУМУ «Умма» стали незалежні мусульманські громади з десяти регіонів України: Києва, Донецька, Запоріжжя, Одеси, Сімферополя, Чернівців, Вінниці, Полтави, Харкова і Стаханова (Луганська область).
Серед завдань діяльності зазначають на:
- наданні духовної та матеріальної допомоги громадам мусульман і окремим громадянам;
- створення духовних навчальних закладів та інших форм освіти ісламу;
- виконання відродження культурних та історичних мусульманських цінностей і традицій;
- видавнича діяльність.

ДУМУ «Умма» заявляє про прагнення налагодити діалог і співпрацю зі всіма громадами та духовними управліннями мусульман, які сповідують іслам сунітського напрямку.

## Організаційне оформлення
Найвищий керівний орган ДУМУ «Умма» — Загальні збори, на яких обирається муфтій і правління (рада імамів) в кількості 7 осіб (6 імамів та муфтій), муфтій та правління обирається на термін 2 роки.

### Керівництво
Станом на 2010 рік головою правління ДУМУ «Умма» був Ігор Карпішин, а муфтієм Саїд Ісмагілов..
Станом на 2016 рік муфтієм залишається Саїд Ісмагілов, заступниками муфтія обрано імама мечеті ІКЦ м. Дніпра Едґара Девлікамова  та імама мечеті ІКЦ м. Львова Мурата Сулейманова, головою правління є Олег Гузік, заступником голови — Іслям Гімадутін.
8 листопада 2022 року муфтієм обрано імама мусульман Львова і Галичини шейха Мурата Сулейманова, оскільки у червні 2022 року Саїд Ісмагілов склав свої повноваження і зараз служить у ЗСУ .

### Структурні підрозділи
ДУМУ «Умма» координує діяльність 30 мусульманських громад у 17 регіонах України: Київ, Вінницька, Дніпропетровська, Донецька, Житомирська,  Запорізька,  Київська, Луганська, Львівська,  Одеська, Полтавська, Сумська, Харківська, Хмельницька, Черкаська, Чернівецька області та Автономна Республіка Крим. Більшість громад складають етнічні українці, проте метою є робота з усією мусульманською громадою України.

#### Релігійні громади
За даними офіційного сайту релігійними громадами ДУМУ «Умма» є:
1. «Ісламський культурний центр» – Київ, вул. Дегтярівська, 25А
2. «Дуслик» – Донецьк, вул. Берестовська, 2
3. «Нур» – Донецьк, вул. Коробчанського, 40
4. «Милосердя» – Харків, пров. Байкальський, 2
5. «Мусульманська громада міста Одеси» – Одеса, просп. Молодіжний, -17А
6. «Якти юл» – Запоріжжя, вул. Пушкіна, 68
7. «Салям» – Луганськ, вул. Павловська, 28Ж
8. «Аль-Іслах» – АР Крим, Сімферополь. вул. Мокроусова, 7А
9. «Аль-Года» – Полтава, вул. Кагамлика, 35, кв. 826
10. «Ас-Салям» – Вінниця, вул. Матроса Кішки, 63
11. «Нур аль-Іслам» – Житомир, вул. Хлібна, 2
12. «Ен-Небрас» – Львів, вул. Павла Тичини, 17, кв.9
13. «Танмія» – Чернівці, вул. Білоруська, 44
14. «Салям» – Черкаси: вул. Гоголя, 440, кв. 71
15. «Ан-Нур» – Кадіївка, вул. Ельбруса, 16
16. «Родник» – Констянтинівка, Донецька обл., вул. Високовольтна, 23
17. «Ісламія» – Сніжне, Донецька обл., в'їзд Калужський, 4
18. «Бісмілля» – Сєвєродонецьк, Луганська обл., просп. Центральний, 47А
19. «Дуслик» – Голубівка, Луганська обл., вул. Борисовна, 11, кв. 7
20. «Аль-Фатіха» – Брянка, Луганська обл., вул. Двірцева, 16, кв. 2
21. «Відродження» – Дніпро, Дніпропетровська обл., вул. Столярова, 5
22. «Єдність» – Кам'янське, Дніпропетровська обл., вул. Сачка, 26, кв. 2

## Міжнародна співпраця
Імами цієї організації проходять навчання переважно в ісламських університетах Туреччини і Йорданії. 
ДУМУ «УММА» співпрацює з Діянетом (Туреччина).
Духовне управління мусульман України «УММА» співпрацює з ісламською організацією «Мухаммадія» (Індонезія).
Також співпрацює з Меджлісом улемів Індонезії.

## Діяльність
Протягом багатьох років  ДУМУ «Умма» веде активну просвітницьку діяльність беручи участь в громадському та політичному житті України. Протягом останніх років ДУМУ «Умма»  виступало ініціатором проведення Міжнародних молодіжних літніх школ ісламознавства (організатори: Український центр ісламознавчих досліджень та ВАГО «Альраїд»). На серпень 2016 року вже проведено п’ять таких шкіл, участь в яких брали відомі українські та закордонні вчені. 
Предметом дослідження науковців працюючих в галузі ісламознавства, були питання історії і сучасного стану Ісламу в Україні та Західній Європі, Північній Америці, на Близькому Сході, в Північній, Центральній Африці, Центральній Азії та в Японії. Під час закриття V Міжнародної молодіжної літньої школи ісламознавства, яка відбувалась в місті Острог (Рівненська область) проректор з навчально-наукової роботи Національного університету «Острозька Академія», професор Петро Кралюк сказав:
```
«У нас є певні стереотипи про те, що ми — європейська нація та повинні йти в Європу (що справедливо). Але важливо пам’ятати, що ми європейська нація, яка багато століть була своєрідним містком між християнським та ісламським світом — і цю унікальну спадщину треба берегти й розвивати. На жаль, про ці речі широкому загалові відомо дуже й дуже мало, тож тішить, що у Школі взяли участь не тільки мусульмани, а й християни, і люди інших поглядів — це робить її майданчиком конструктивного діалогу. Ми, християни, могли під час Школи спостерігати релігійну практику мусульман — це було дуже цікаво й пізнавально»
[
11
]
.
```

Серед помітних подій, ініціатором яких було ДУМУ «Умма», слід виділити міжнародний круглий стіл, який відбувся в Одесі в березні 2016 року і був присвячений 350-річчю перебування на землях півдня України і Криму видатного турецького письменника, історика і мандрівника Евлія Челебі. Під час роботи круглого столу вперше в Україні була презентована монографія вченого та дослідника Михайла Якубовича «Іслам в Україні: історія і сучасність», куди увійшли найсучасніші дослідження життя мусульман на землях України. В роботі круглого столу взяли участь: Саїд Ісмагілов, — муфтій ДУМУ “Умма”; Сейран Аріфов — заступник голови ВАОО “Альраїд”; Маріуш Маршевський (Польща) — доктор історических наук, співробітник Інституту Сходу історичного факультету Познанского університету; Тетяна Крупа — завідувачка реставраційної майстерні Музею археології і етнографії Слобідської України Харківського національного університету імени В.Н. Каразина; Віталій Щепанський (Острог) — кандидат історичних наук. Круглий стіл відбувся в будинку Одеської обласної державної адміністрації, яка всіляко сприяла роботі заходу.
Духовне управління мусульман України «Умма» разом з ісламськими центрами «Альраїд» надає активну благодійну допомогу вимушеним переселенцям з Криму та Донбасу, а також нужденим мусульманам. У місяць Рамадан така допомога стає обов’язком, адже цей місяць — час милості і щедрості. Ісламські культурні центри (ІКЦ) складають списки незаможних мусульман, які отримують харчові набори. Така практика вже є традиційною для всіх ІКЦ України.
5 грудня 2016 року уповноважений представник підписав Хартію мусульман України.
11 грудня 2017 року уповноважений представник підписав Соціальну концепцію мусульман України.
ДУМУ «Умма» має своє друковане видання — релігійно-просвітницьку газету «Умма [Архівовано 24 грудня 2015 у Wayback Machine.]»

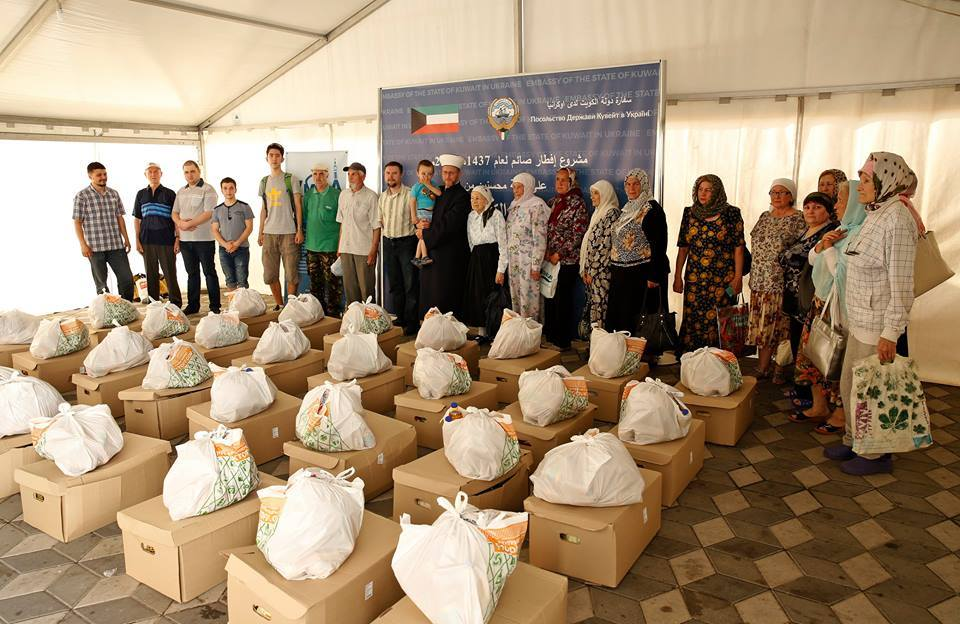
Переселенці з Криму і Донбасу отримують допомогу від одновірців з Києва
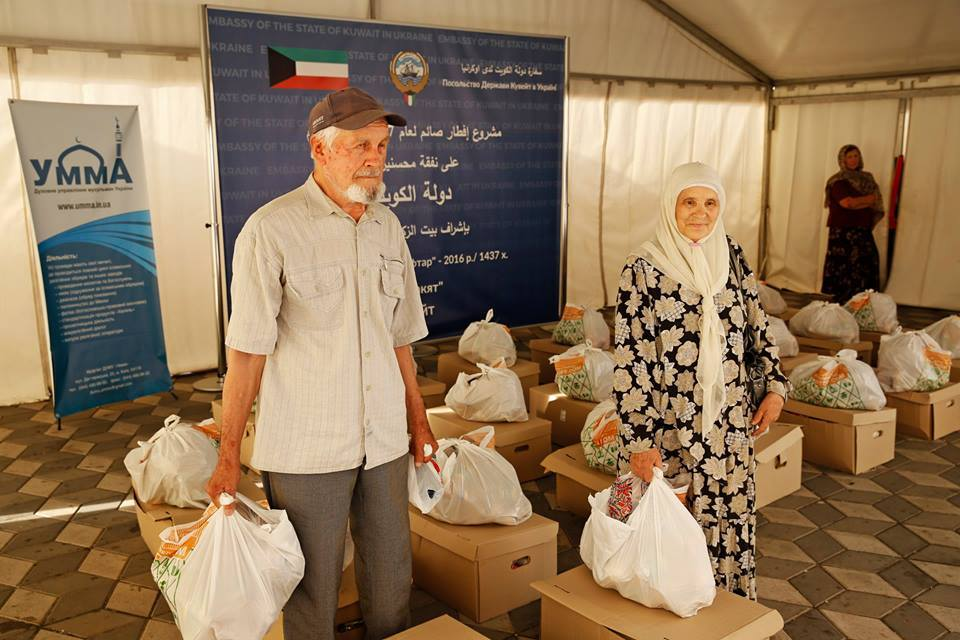
ДУМУ Умма допомагає нужденним мусульманам

### Офіційні заяви
1. Звернення з приводу подій 30 листопада в Києві. umma.in.ua. ДУМУ «Умма». 30 листопада 2013. Архів оригіналу за 2 листопада 2014. Процитовано 12 лютого 2015.
2. Ми разом, ми єдині!. umma.in.ua. ДУМУ «Умма». 21 березня 2014. Архів оригіналу за 3 листопада 2014. Процитовано 12 лютого 2015.
3. Звернення до кандидатів у Президенти України. umma.in.ua. ДУМУ «Умма». 7 квітня 2014. Архів оригіналу за 25 жовтня 2014. Процитовано 12 лютого 2015.
4. Життя не зміниться без нашого сприяння — хоча б шляхом участі у виборах. umma.in.ua. ДУМУ «Умма». 23 травня 2014. Архів оригіналу за 21 травня 2015. Процитовано 12 лютого 2015.
5. Привітання новообраному Президентові України. umma.in.ua. ДУМУ «Умма». 3 червня 2014. Архів оригіналу за 3 листопада 2014. Процитовано 12 лютого 2015.
6. Співчуття з приводу загибелі військових у Луганську. umma.in.ua. ДУМУ «Умма». 15 червня 2014. Архів оригіналу за 3 листопада 2014. Процитовано 12 лютого 2015.
7. Співчуття з приводу катастрофи літака на Донеччині. umma.in.ua. ДУМУ «Умма». 18 липня 2014. Архів оригіналу за 3 листопада 2014. Процитовано 12 лютого 2015.
8. 23-тя річниця незалежності України. Найдорожче — свобода. umma.in.ua. ДУМУ «Умма». 24 серпня 2014. Архів оригіналу за 3 листопада 2014. Процитовано 12 лютого 2015.